# Odo I. od Bloisa
Odo I. od Bloisa (ili Eudes) (o. 950. – 12. ožujka 996.) bio je grof Bloisa, sin Teobalda I. i Luitgarde od Vermandoisa.
Oženio je princezu Bertu, kćer kralja Burgundije, te je imao sinove Roberta, Oda II. i Teobalda II.